# Patricia Creutz-Vilvoye
Patricia Creutz-Vilvoye, née le 27 décembre 1964 à Eupen est une femme politique belge germanophone, membre du Christlich Soziale Partei.
Elle est diplômée en droit et psychologie. Elle est copropriétaire d'une papeterie à Eupen. Elle est de (1995 à 1999) collaboratrice du président du parlement de la Communauté germanophone de Belgique, Manfred Schunck et membre du cabinet du vice-premier et ministre de la Défense (98-99).

## Fonctions politiques
- 2001-2012 : échevine à Eupen
- 2018-2020 : vice-présidente du parlement du Benelux
- 2020-2022 : présidente du parlement du Benelux pour une période de deux ans, en succession de Gusty Graas
- depuis 2004 : membre du Parlement de la Communauté germanophone de Belgique
- depuis 2024 : présidente du Parlement de la Communauté germanophone de Belgique